# Игназы
И́гназы (эст. Ignasõ), на местном диалекте также И́гнасилы (эст. Ignasilõ) — деревня в волости Сетомаа уезда Вырумаа, Эстония. Исторически относится к нулку Мокорнулк.
До административной реформы местных самоуправлений Эстонии 2017 года входила в состав волости Меремяэ.

## География и описание
Расположена в 23 километрах к юго-западу от волостного центра — посёлка Вярска — и в 19 километрах к востоку от уездного центра — города Выру. Высота над уровнем моря — 102 метра.
Климат переходный от морского к континентальному. Официальный язык — эстонский. Почтовый индекс — 65362.

## Население
По данным переписи населения 2021 года, в Игназы насчитывалось 3 жителя, национальность неизвестна.
По данным переписи населения 2011 года, в деревне проживали 6 человек, все — эстонцы (сету в перечне национальностей выделены не были).
Численность населения деревни Игназы по данным переписей населения СССР и Департамента статистики Эстонии:
| Год  | 1959 | 1970 | 2000 | 2011 | 2018 | 2019 | 2020 | 2021 |
| ---- | ---- | ---- | ---- | ---- | ---- | ---- | ---- | ---- |
| Чел. | 25   | ↘ 9  | ↘ 2  | ↗ 6  | ↘ 3  | ↘ 2  | 2    | ↗ 3  |

## История
В письменных источниках 1652 года деревня упоминается как Игнашево, 1681 года — Inasen Bÿ, 1686 года — Игнашева, 1882 года — Игнашово, прим. 1900 года — Игнатова, 1904 года — Ignasimäe, Ignasõ mäe, Игнашо́во, прим. 1920 года — Ignase, 1922 года — Ignasemäe, 1924 года — Ignatsimäe.
В XVIII веке деревня была частью Тайловской общины (эст. Taeluva kogukond), в XIX веке относилась к приходу Обиница.
На военно-топографических картах Российской империи (1846–1867 годы), в состав которой входила Лифляндская губерния, деревня обозначена как Игнашова.
В 1977–1997 годах Игназы была частью деревни Хярмя.

## Происхождение топонима
Название деревни происходит от личного имени Игнас (Ignas), которое является сокращением латинского Игнатиус (Ignatius). Игнашево, Игнашёво — распространённый топоним в Печорском районе.